# Vincenzo Ciardo
Vincenzo Ciardo (Gagliano del Capo, 25 ottobre 1894 – Gagliano del Capo, 26 settembre 1970) è stato un pittore italiano.

## Biografia
Studiò pittura presso l'Istituto delle Belle Arti delle Marche di Urbino dal 1908 al 1913 e si trasferì a Napoli nel 1920.
Fu inizialmente influenzato dal verismo tradizionale, con radici nel naturalismo della scuola di Posillipo. Fece quindi parte del "Gruppo Flegreo" (1927) e del Novecento napoletano, aggiornando la propria pittura verso un postimpressionismo, ispirato a Paul Cézanne e a Pierre Bonnard.
Insieme a Giuseppe Uva, Saverio Gatto, Alberto Buonoconto, Biagio Mercadante, Carlo Striccoli, Giuseppe Rispoli, Antonio Bresciani, Ettore Lalli, Francesco Paolo Prisciandaro e al critico d'arte e pittore Alfredo Schettini, fu tra i protagonisti dell'esperienza bohémien del Quartiere Latino a Napoli. Frequentò il poeta e barone di Lucugnano Girolamo Comi, contribuendo all'esperienza culturale iniziata con Michele Pierri, Ferruccio Ferrazzi, Maria Corti e Donato Valli.
Nel 1953 è tra i protagonisti della mostra di arti figurative "L'Arte nella vita del Mezzogiorno d'Italia" tenutasi al Palazzo delle Esposizioni di Roma con l'opera "Primavera pugliese".
Nel 1960 fu invitato alla “11ª edizione del premio Avezzano-rassegna nazionale delle Arti Figurative” ad Avezzano (AQ), insieme a R. Brindisi, S. Cavallo, G. Ceracchini, E. Fantuzzi, C. Levi, G. Omiccioli, M. Rosa, G. Strachota, F. Trombadori, A. Vangelli e altri. Pur non condannando le nuove tendenze artistiche che, negli anni successivi al dopo guerra, si avviavano verso la ricerca di nuove strade nel campo pittorico, restò fedele alla sua visione figurativa, nella quale raggiunse la maturazione di un suo stile personale.
Non disdegnò il confronto e il dibattito con altri artisti e nel 1965 partecipò a una mostra collettiva, con Antonio Vangelli, Antonio Enotrio, Giulio Turcato, Michele Rosa, Pier Carlo Pantieri e Mario Russo presso la galleria “la Saletta” di Frosinone.

## Opere principali
- Autunno a Lucrino, olio su tela, Galleria dell'Accademia (Napoli)[5]
- Paesaggio, olio su tela, Galleria dell'Accademia (Napoli)[5]
- Grotte di Polignano
- Campagna del Salento (1926)
- Il lido di Baia
- Verso Leuca (1932)
- Luna e sassi (1956)
- Plenilunio (1958)
- Uliveto del Salento (1930-1950)
- Grotta delle Tre Porte (1926)